# Suchoverkovo
Suchoverkovo (in russo Суховерково?) è un insediamento di tipo urbano della Russia europea, situato nell'oblast' di Tver', nel Kalininskij rajon.
Si trova 42 km a sud-ovest di Tver'.